# Lanio
Lanio är ett fågelsläkte i familjen tangaror inom ordningen tättingar. Släktet omfattar fyra arter som förekommer från södra Mexiko till Amazonområdet:
- Mayatangara (L. aurantius)
- Vitbröstad tangara (L. leucothorax)
- Orangebröstad tangara (L. fulvus)
- Vitvingad tangara (L. versicolor)